# Уолтън (окръг, Джорджия)
Окръг Уолтън (на английски: Walton County) е окръг в щата Джорджия, Съединени американски щати. Площта му е 855 km², а населението - 79 338 души. Административен център е град Монро.